# Eobaphetes
Eobaphetes is een geslacht van uitgestorven Embolomeri dat waarschijnlijk leefde in het Pennsylvanien (Laat-Carboon) van Kansas.

## Vondst en naamgeving
Het geslacht is gebaseerd op verschillende schedel- en kaakfragmenten van een enkel individu. Het werd in 1911 oorspronkelijk door  Roy Lee Moodie benoemd  als de soort Erpetosaurus kansanensis (en als Erpetosuchus kansasensis), maar dit werd in 1916 door hem veranderd in Eobaphetes kansasensis toen werd vastgesteld dat de geslachtsnaam Erpetosaurus al bezet werd door Erpetosaurus radiatus Cope 1874, een reptiel uit het Trias. De geslachtsnaam betekent 'Baphetes van de dageraad'. De soortaanduiding verwijst naar de herkomst uit Kansas.
De herkomst van Eobaphetes is echter onzeker. Moodie trof de fossielen aan in de collectie van het National Museum of Natural History, waar ze al jaren lagen. Het holotype is  USNM 6699, een schedel en onderkaken. Daarnaast is specimen USNM 6680 toegewezen, nog een schedel met een linkeronderkaak. Volgens een nu kwijtgeraakt label werden de exemplaren gevonden in een kolenlaag in Washington County (Kansas) door fossielenverzamelaar Gustav Hambach. Echter, kolenafzettingen zijn onbekend in deze provincie. Plantenfossielen uit Washington County (Kansas) stammen uit het Vroeg-Perm, wat erop kan wijzen dat Eobaphetes afkomstig was uit een niet-geregistreerde steenkoollaag uit het Vroeg-Perm. In 1963 suggereerde Alfred S. Romer dat Hambach de stukken eigenlijk had verzameld in Washington County (Arkansas). Vroege steenkoolafzettingen uit het Vroeg-Pennsylvanien (Namurien of Westfalien A Baldwin steenkool van de Bloydformatie) zijn gevonden in die provincie. Als gevolg hiervan kan Eobaphetes een van de oudste embolomeren zijn (indien uit Arkansas) of een van de jongste (indien uit Kansas). Hambach werkte tijdens zijn carrière in zowel Kansas als Arkansas.
Chemische- en sporenanalyse van de steenkoolmatrix van de specimina vindt weinig overeenkomst met de Baldwin-steenkool. In plaats daarvan lijkt het veel meer op de Nodaway-steenkool van de Howard Limestoneformatie. Sporen geven aan dat deze formatie later werd afgezet in het Pennsylvanien, Westfalien D of Stephanien. De Howard-kalksteen wordt gevonden in Missouri, Iowa en Kansas. Dit suggereert dat Eobaphetes uit Kansas kwam, hoewel niet noodzakelijkerwijs Washington County.

## Beschrijving
De bewaarde lengte van de schedel is ruim tien centimeter. De onderkaak is achteraan hoog maar versmalt naar voren toe, naar boven buigend. De talrijke tanden zijn smal, staan recht op de kaaklijn en zijn een centimeter lang.

## Fylogenie
Eobaphetes is vaak vergeleken met Anthracosaurus en werd er op een gegeven moment zelfs mee gesynonimiseerd. De meeste auteurs beschouwen het echter als een eogyrinide zoals de meeste embolomeren. Meer specifiek is het geclassificeerd als een lid van Leptophractinae, een onderfamilie van Noord-Amerikaanse eogyriniden die worden gekenmerkt door hun cirkelvormige oogkassen. Andere leptophractines omvatten Neopteroplax en Leptophractus. Fylogenetische analyses suggereren dat de naaste verwanten Carbonoherpeton, Pholiderpeton (Eogyrinus) attheyi en Calligenethlon zijn.